# Ґраново (Західнопоморське воєводство)
Ґраново (пол. Granowo) — село в Польщі, у гміні Кшенцин Хощенського повіту Західнопоморського воєводства.
Населення — 597 осіб (2011).
У 1975-1998 роках село належало до Гожовського воєводства.

## Демографія
Демографічна структура станом на 31 березня 2011 року:
|          | Загалом | Допрацездатний вік | Працездатний вік | Постпрацездатний вік |
| -------- | ------- | ------------------ | ---------------- | -------------------- |
| Чоловіки | 284     | 51                 | 211              | 22                   |
| Жінки    | 313     | 63                 | 195              | 55                   |
| Разом    | 597     | 114                | 406              | 77                   |